# 格拉布催化剂
格拉布催化剂（Grubbs催化剂）是由2005年诺贝尔化学奖获得者罗伯特·格拉布发现的一个钌卡宾络合物催化剂，它分为第一代和第二代两种，两者都是烯烃复分解反应中的催化剂。
格拉布催化剂有诸多优点：容易合成，活性和稳定性都很强，不但对空气稳定，在水、酸、醇或其他溶剂存在下仍然能保持催化活性（第一代），而且对烯烃带有的官能团有很强的耐受性。它是目前应用最为广泛的烯烃复分解催化剂，在有机合成中有很广泛的应用。

## 第一代Grubbs催化剂
第一代Grubbs催化剂是由Grubbs在1995年发现的。是个对空气、水、酸或醇稳定的紫色固体。IUPAC名称为benzylidene-bis(tricyclohexylphosphine)dichlororuthenium——苯亚甲基·二氯·双(三环己基磷)合钌。它目前主要用在烯烃交叉复分解反应（见下）、开环复分解聚合反应（ROMP）、非环双烯复分解聚合反应（ADMET）和关环复分解反应等几类烯烃复分解反应中。
制备：由RuCl2(PPh3)3、苯基重氮甲烷和三环己基膦通过一锅法而得。
Grubbs这个钌配合物催化剂起初实际上不是他自己的想法，是他看到其他人的RuCl3后继续研究得到的。用卡宾配合物的想法和实际合成卡宾配合物的策略在很大程度上受到了他的学生Bruce Novak和Sonbinh Nguyen的启发。他们第一个钌-卡宾配合物是在1992年发表的。
在第一代Grubbs催化剂之前，Grubbs还曾经试过其他很多RuCl2(PR3)2R'类型的钌(Ⅱ)卡宾化合物，比如RuCl2(PCy3)2R'(=CH-CH=CPh2)和RuCl2(PPh3)2R'(=CH-CH=CPh2)，但这些都没有苯亚甲基卡宾配合物性能好。因此所谓第一代Grubbs催化剂实质上是第一个商业化的Grubbs催化剂。

## 第二代Grubbs催化剂
第二代Grubbs催化剂是Grubbs在1999年对第一代催化剂的改进。Grubbs通过系统地对催化剂结构－性能关系进行研究，发现催化剂的活性与其中一个磷配体的解离有关，认为催化循环过程中经过一个高活性的单磷中间体，然后才与烯烃发生氧化加成。根据这一设计理念，提出了以比磷配体具有更强给电子能力和更高稳定性的N-杂环卡宾配体代替其中一个磷配体，从而得到了第二代的Grubbs催化剂。它具有比原催化剂更高的活性和选择性以及相似的稳定性，其催化活性比第一代催化剂提高了两个数量级，在开环复分解聚合反应中的用量可以降低到百万分之一，在某些关环复分解反应中的用量也仅为万分之五。特别适用于低张力的环状烯烃及位阻较大的多取代烯烃的合成。
IUPAC名称为benzylidene[1,3-bis(2,4,6-trimethylphenyl)-2-imidazolidinylidene]dichloro(tricyclohexylphosphine)ruthenium——苯亚甲基·[1,3-双(三甲基苯基)-2-咪唑啉亚基]·二氯·(三环己基磷)合钌。
制备：由第一代Grubbs催化剂与烷氧基保护的1,3-双(均三甲苯基)-4,5-二氢咪唑-2-亚基反应而得。上面的咪唑啉亚基是一个氮杂环卡宾（NHC），因此第二代Grubbs催化剂中的Ru原子实际上是与两个卡宾基团相连。

## Hoveyda-Grubbs催化剂
Grubbs催化剂对热的稳定性较差，在较高的温度下易发生分解。Amir H. Hoveyda等人在分子中引入具有较大体积的亲核性异丙氧螯络合物配体，提高了催化剂的热稳定性，这些催化剂称为“Hoveyda-Grubbs催化剂”。它也分为第一代和第二代两种，分别由相应的Grubbs催化剂衍生出来，但原Grubbs催化剂中一个三环己基磷基团被苯环邻位的异丙氧基所替代。这些催化剂的缺点是催化活性一般，反应结束后催化剂与反应体系的分离比较困难。
第一代Hoveyda-Grubbs催化剂适用于末端烯烃的关环复分解反应。第二代Hoveyda-Grubbs催化剂适用于缺电子烯烃的关环、开环和交叉复分解反应。
| 名称          | 第一代Hoveyda-Grubbs催化剂                                                  | 第二代Hoveyda-Grubbs催化剂                                                                            |
| 结构式        |                                                                             | Mes = 均三甲苯基                                                                                      |
| IUPAC英文名称 | Dichloro(o-isopropoxyphenylmethylene) (tricyclohexylphosphine)ruthenium(II) | 1,3-Bis(2,4,6-trimethylphenyl) -2-imidazolidinylidene)dichloro (o-isopropoxyphenylmethylene)ruthenium |
| IUPAC中文名称 | 二氯·(邻-异丙氧基苯亚甲基) ·(三环己基磷)合钌(Ⅱ)                             | 二氯·[邻-异丙氧基苯亚甲基] ·[1,3-双(2,4,6-三甲基苯基) -2-咪唑啉亚基]合钌                              |
| CAS号         | 203714-71-0                                                                 | 301224-40-8                                                                                           |
| 外观          | 棕色固体                                                                    | 绿色固体                                                                                              |
| 分子式        | C28H45Cl2OPRu                                                               | C31H38Cl2N2ORu                                                                                        |
| 摩尔质量      | 600.61 g/mol                                                                | 626.62 g/mol                                                                                          |
| 熔点          | 195–197 °C                                                                  | 216–220 °C                                                                                            |

下面的例子中催化剂分子中的咪唑环上被引入了一个聚乙二醇基，使其亲水性增加。在用碱性的六甲基二硅胺钾（KHMDS）处理后，原料去质子化生成的氮杂环卡宾在原位便与第一代Hoveyda-Grubbs催化剂进行配体交换，生成一个可溶于水的第二代Hoveyda-Grubbs催化剂的衍生物。
在该催化剂的作用下，下图所示的有亲水性季铵盐基团的末端双烯在水中便可发生关环复分解反应生成一个取代的环戊烯。

## 第三代Grubbs催化剂（快引发催化剂）
格拉布催化剂的速率可以通过用更不稳定的吡啶配体代替膦配体来改变。通过使用3-溴吡啶，引发率提高了一百万倍以上。  吡啶和 3-溴吡啶都很常用，其中溴代吡啶的稳定性高出 4.8 倍，从而导致速率更快。该催化剂传统上被分离为两个吡啶络合物，然而，一个吡啶在溶解时会损失，并在整个化学反应中可逆地抑制钌中心。
快速引发催化剂的主要应用是作为開環移位聚合（ROMP）的引发剂。 由于它们在 ROMP 中的用途，这些催化剂有时被称为第三代 Grubbs 催化剂。  引发速率与增长速率的高比率使得这些催化剂可用于活性聚合反應，产生低多分散性(polydispersity.)的聚合物。

## 应用
格拉布催化剂的一个有趣的应用是航天工程上的聚合物自修复复合材料。航天器外壳所用的聚合物材料虽然强度很大，但在使用过程中及周围环境的作用下，会不可避免地产生微裂痕和局部损伤，导致力学性能下降或功能丧失。S. R. White等人报道了一种用新型聚合物材料进行自修复的技术，即运用埋植技术将双环戊二烯包裹在脲醛树脂制成的微胶囊里，和Grubbs催化剂一起分散在环氧基体中，当聚合物材料出现裂纹时，微胶囊破裂，释出的双环戊二烯由于裂纹的虹吸作用迅速渗入裂纹，遇到Grubbs催化剂后发生开环复分解聚合反应生成高分子的聚双环戊二烯，以达到修复裂纹的目的。实验测试表明，这种复合材料有75％的修复率。